# Meskhenet
Meskhenet (còn viết là Mesenet, Meskhent, Meshkent) là một nữ thần của Ai Cập cổ đại - người được cho là đã tạo nên linh hồn của mỗi đứa trẻ (ka) khi chúng chào đời.

## Thần thoại
Meskhenet được biết đến với vai trò của một bà đỡ. Nữ hoàng Hatshepsut đã cho khắc lên lăng mộ của mình 6 vị thần có mặt khi bà được sinh ra là Khnum, Isis, Nephthys, Bes, Taweret và Meskhenet. Trong câu chuyện kể về sự ra đời của Userkaf, Sahure và Neferirkare Kakai, ba vị vua đầu tiên của triều đại thứ năm, nữ thần Meskhenet đã xuất hiện và tuyên bố rằng họ sẽ trở thành vua. Như vậy, Meskhenet không chỉ đơn thuần là một bà mụ mà còn là nữ thần quyết định số phận mỗi người. Chính vì điều này nên bà được liên kết với thần Shai (thần quyết định tuổi thọ), đôi khi được coi là chồng bà hoặc hiện thân của nữ thần dưới hình hài nam giới.
Bà còn là vị thần bảo vệ những đứa trẻ và những sản phụ. Hatshepsut tuyên bố rằng Meskhenet hứa sẽ bảo vệ mình "như thần Ra". Meskhenet cũng xuất hiện trong "Đại sảnh của Ma'at" với vai trò là nhân chứng cho linh hồn những người đã chết.
Meskhenet không được thờ riêng ở bất kỳ khu vực hoặc thành phố, và cũng không có đền thờ dành riêng cho bà. Bà thường được miêu tả dưới hình dạng một viên gạch sinh nở với cái đầu phụ nữ hoặc người phụ nữ đội trên đầu tử cung của con bò.

## Hình ảnh
- Nữ thần Meskhenet dưới hình dạng một viên gạch với cái đầu phụ nữ
- Một cảnh cân tim dưới địa ngục có sự xuất hiện của Meskhenet